# Buenos Aires Hardcore
Mit Buenos Aires Hardcore, abgekürzt BAHC, werden die Hardcore-Szene im argentinischen Buenos Aires und deren Protagonisten bezeichnet. Die Musiker werden größtenteils von Bands der New Yorker Schule wie Agnostic Front, Madball oder auch Sick of It All beeinflusst.

## Geschichte
Die Szene in Buenos Aires entwickelte sich in den späten 1980er-Jahren. Die Musik war laut argentinischem Tiempo-Magazin „schnell und leidenschaftlich“, inhaltlich traten die Mitglieder für DIY und Gegenkultur und gegen die neoliberale Wirtschaftspolitik und die Amnestiegesetze der Menem-Regierung sowie den argentinischen Wehrdienst. Musiker des BAHC vermischten zu Anfangszeiten oft Elemente aus Punk und Metal, manchmal fanden sich auch Hip-Hop-Elemente in der Musik der Bands wieder. Laut Matthias Leuschner, Autor des Werkes Worldwide Hardcore, ist die Gruppe Massacre Palestina die erste Band in Argentinien, welche Hardcore spielte. Erste Bands, die dem Buenos Aires Hardcore angehörten, sind bzw. waren Fun People und No Demuestra Interes, erstere integrierten aber bereits mit ihrem zweiten Album Reggae, Pop und Rock in ihren Sound und haben sich bis auf gelegentliche Reunion-Konzerte inzwischen aufgelöst. Zu den wichtigsten Vertretern des Buenos Aires Hardcore zählen unter anderem die Bands Minoría Activa, Otra Salida, Enferma Sociedad, Diferentes Actitudes Juveniles, Existencia de Odio und Eco Violento.
Vor allem in den 1990er-Jahren erlebte die argentinische Hardcore-Szene, speziell in Buenos Aires, einen Aufschwung. Konzerte wurden teilweise vor mehr als 1000 Besuchern gespielt. Die Band No Demuestras Interés gilt seit dem Erscheinen ihrer LP im Jahr 1991 über Frost Records als eine der Pionierbands der zweiten Welle des argentinischen Hardcore; weitere Bands dieser Zeit sind Diferentes Actitudes Juveniles und Buscando Otra Diversiòn. Die Szene erlebte in den 1990er-Jahren auch erste Einbrüche. Mit der Gruppe Confort Supremo, die als erste Band des Landes die Werte der Straight-Edge-Lebensweise zu vermitteln versuchten, begann sich die Szene zu teilen. Mitte der 90er-Jahre schaffte der Hardcore den Sprung von der Hauptstadt in andere Städte des Landes. Allerdings ist die Szene in Buenos Aires die einzig heute noch aktive Hardcore-Bewegung, nachdem sich andere Szenen im Land im Zuge der Militarisierung und dem Aufkommen des Rassismus zersplitterten. Bands wie Nueva Ética, El Eterno Enemigo, Reminder, Dar la Vida, Las Palabras Queman, Orientacion, Discarne, El Camino Mas Dificil und Enquirer, die unter anderem die dritte Welle des Buenos Aires Hardcore beschreiben sind nicht nur national erfolgreich, sondern erfreuen sich teilweise auch größere Bekanntheit in Europa und Japan.
Einige Bands des heutigen BAHC vertreten den Straight-Edge-Lebensstil und verarbeiten dessen Themen in ihren Texten. In einem Interview mit der Band Reconcile hieß es, dass Straight-Edge-Hardcore-Bands aus ganz Südamerika in Europa immer mehr Anhänger fänden, so wie die 1998 gegründete Band Nueva Ética, welche zwischenzeitlich bei Alveran Records unter Vertrag stand und bereits mehrfach in Europa zu sehen war. Labels, die heute die Szene prägen, sind das 2005 gegründete Vegan Records, Waking the Dead Records und Varsity Records. Letzteres veröffentlichte mehrere Fanzines und organisiert das Varsity Fest. Die Szene in Buenos Aires ist stark mit Szenen in den Nachbarländern Brasilien, Chile und in Kolumbien verknüpft.
2008 erschien ein Dokumentarfilm unter dem Titel Buenos Aires Hardcore Punk, welcher sich mit der Hardcore-Szene in Buenos Aires beschäftigte.

## Bands (Auswahl)
Diese Liste zeigt eine Auswahl an Bands aus Buenos Aires, welche Hardcore spielen bzw. gespielt haben. Dabei handelt es sich sowohl um Pionierbands als auch um Gruppen die um die 2000er-Jahre gegründet wurden. In Argentinien existiert zudem eine wachsende Metalcore- und Post-Hardcore-Szene, wobei diese Gruppen eher im Underground aktiv sind. Bekannteste Vertreter sind unter anderem DENY, Melian und Valor Interior, welche bereits mit Szenegrößen spielten und Shows im umliegenden Ausland absolviert haben.
- Alternativa Positiva
- Amoeba
- Autocontrol
- Buenos Intenciones
- Buscando Otra Diversión
- Calma
- Confort Supremo
- Cosas Claras
- Despojados
- Diferent
- Diferentes Actitudes Juveniles
- Eco Violento
- Enferma Sociedad
- Eterna Fuerza Natural
- Existencia de Odio
- Fun People
- Funeral Funny
- Hermanxs de la Mente Furiosa
- Ideas Totalmente Adolescentes
- Indiverencia
- Inminente Destrucción Social
- Los Caidos
- Mil Caras
- Minoría Activa
- No Demuestra Interes
- Nueva Ética
- Otra Salida
- Propia Decisión
- Psicotracción
- Raiz
- Reconcile
- Shaila
- Sudarshana

## Labels
- Actitud Mental Positiva
- Pinhead Records
- Sniffin Records
- Utopia Records
- Vegan Records
- X el Cambio Records